# Diocèse de Sanggau
340233	707493	48.1%
Le diocèse de Sanggau (en latin : Dioecesis Sanggauensis) est une Église particulière de l'Église catholique en Indonésie, dont le siège est à Sanggau, une ville du Kabupaten de Sanggau dans la province de Kalimantan occidental dans l'île de Bornéo.

## Histoire
La préfecture apostolique de Sekadau est érigée le 9 avril 1968 par détachement de l'archidiocèse de Pontianak et du diocèse de Ketapang. Elle devient diocèse le 8 juin 1982. Le diocèse est suffragant de l'archidiocèse de Pontianak.

## Organisation
Le diocèse comptait 26 paroisses en 2021 dont la cathédrale du Sacré-Cœur-de-Jésus de Sanggau.
Le territoire du diocèse est évangélisé par les prêtres italiens de la congrégation de la Passion de Jésus-Christ (C.P.) dont tous les évêques du diocèse sont issus.
L’ancien évêque, Mgr. Giulio Mencuccini, C.P. est le dernier évêque non-autochtone en Indonésie.

## Ordinaires du diocèse

### Préfets apostolique
- Michael Di Simone, C.P. (1968-1972)
- Domenico Luca Spinosi, C.P. (1972-1982)

### Évêques
- Giulio Mencuccini, C.P. (1990-2022)
- Valentinus Saeng (de), C.P. (2022- )

## Source
- (en) Catholic-Hierarchy